# Pertumbukan
Pertumbukan is een bestuurslaag in het regentschap Langkat van de provincie Noord-Sumatra, Indonesië. Pertumbukan telt 1685 inwoners (volkstelling 2010).